# Lafitte-sur-Lot
Pour les articles homonymes, voir Lafitte.
Lafitte-sur-Lot est une commune du Sud-Ouest de la France, située dans le département de Lot-et-Garonne (région Nouvelle-Aquitaine).

## Géographie

### Localisation
Commune située sur le Lot entre Aiguillon et Villeneuve-sur-Lot et sur l'ancienne route nationale 666.

### Communes limitrophes
Les communes limitrophes sont  Bourran, Castelmoron-sur-Lot, Clairac, Granges-sur-Lot, Lacépède, Laparade et Saint-Sardos.
|         | Laparade        | Castelmoron-sur-Lot |
| Clairac | Lafitte-sur-Lot | Granges-sur-Lot     |
| Bourran | Lacépède        | Saint-Sardos        |

### Hydrographie
Le Lot, le Ruisseau de Saint-Philip et le Ruisseau de Cabanes sont les principaux cours d'eau qui traversent la commune.

### Climat
Pour des articles plus généraux, voir Climat de la Nouvelle-Aquitaine et Climat de Lot-et-Garonne.
Historiquement, la commune est exposée à un climat océanique aquitain.  
En 2020, Météo-France publie une typologie des climats de la France métropolitaine dans laquelle la commune est exposée à un climat océanique altéré et est dans la région climatique Aquitaine, Gascogne, caractérisée par une pluviométrie abondante au printemps, modérée en automne, un faible ensoleillement au printemps, un été chaud (19,5 °C), des vents faibles, des brouillards fréquents en automne et en hiver et des orages fréquents en été (15 à 20 jours).
Pour la période 1971-2000, la température annuelle moyenne est de 13,3 °C, avec une amplitude thermique annuelle de 15,5 °C. Le cumul annuel moyen de précipitations est de 719 mm, avec 9,7 jours de précipitations en janvier et 6,3 jours en juillet. Pour la période 1991-2020, la température moyenne annuelle observée sur la station météorologique la plus proche, située sur la commune de Prayssas à 9 km à vol d'oiseau, est de 13,9 °C et le cumul annuel moyen de précipitations est de 815,5 mm,. Pour l'avenir, les paramètres climatiques de la commune estimés pour 2050 selon différents scénarios d'émission de gaz à effet de serre sont consultables sur un site dédié publié par Météo-France en novembre 2022.

## Urbanisme

### Typologie
Au 1er janvier 2024, Lafitte-sur-Lot est catégorisée commune rurale à habitat dispersé, selon la nouvelle grille communale de densité à sept niveaux définie par l'Insee en 2022.
Elle est située hors unité urbaine et hors attraction des villes,.

### Occupation des sols

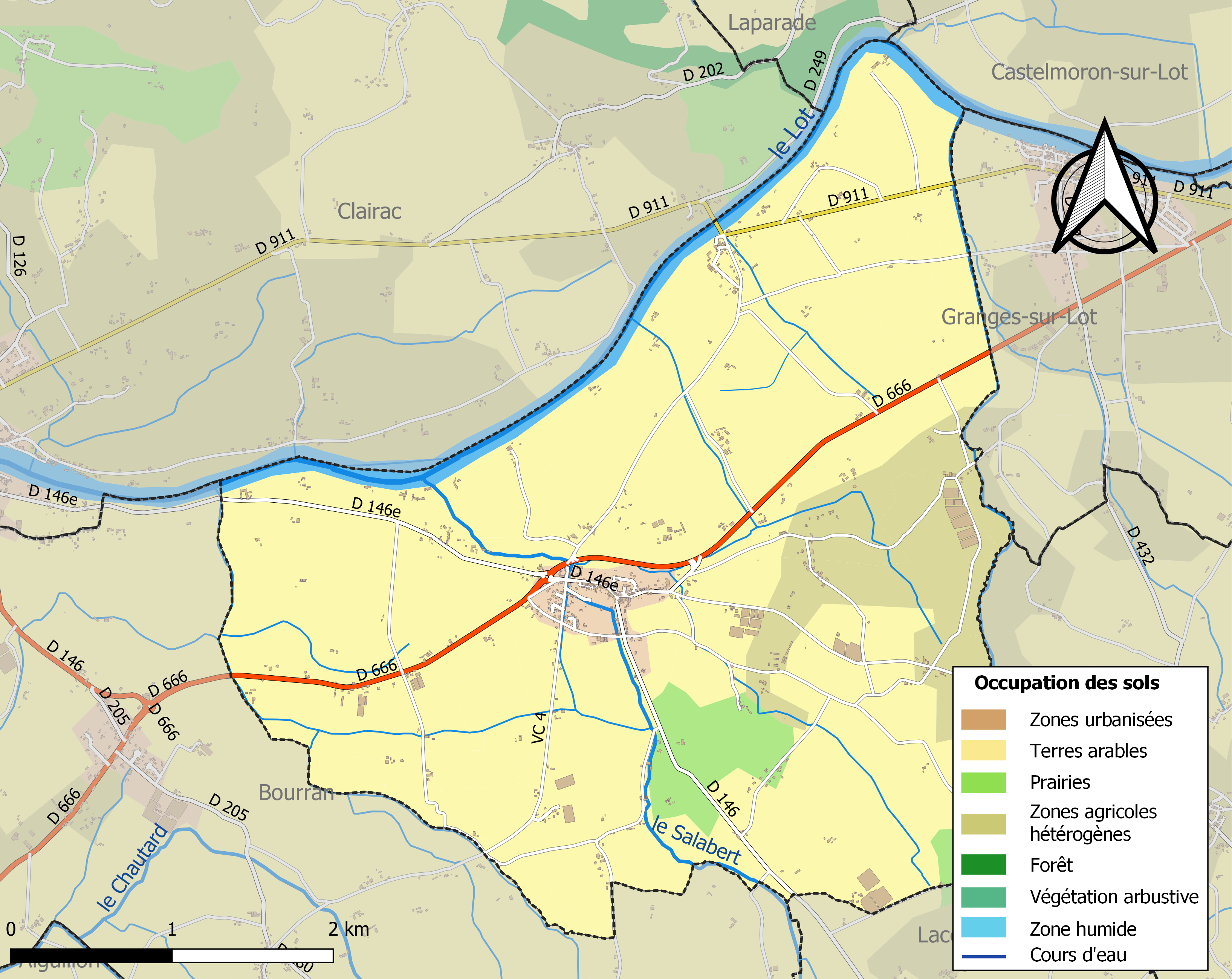
Carte des infrastructures et de l'occupation des sols de la commune en 2018 (CLC).

L'occupation des sols de la commune, telle qu'elle ressort de la base de données européenne d’occupation biophysique des sols Corine Land Cover (CLC), est marquée par l'importance des territoires agricoles (95,3 % en 2018), une proportion sensiblement équivalente à celle de 1990 (95,8 %). La répartition détaillée en 2018 est la suivante : 
terres arables (65,8 %), cultures permanentes (15,5 %), zones agricoles hétérogènes (10,1 %), prairies (3,9 %), eaux continentales (2,5 %), zones urbanisées (2,2 %). L'évolution de l’occupation des sols de la commune et de ses infrastructures peut être observée sur les différentes représentations cartographiques du territoire : la carte de Cassini (XVIIIe siècle), la carte d'état-major (1820-1866) et les cartes ou photos aériennes de l'IGN pour la période actuelle (1950 à aujourd'hui).

### Risques majeurs
Le territoire de la commune de Lafitte-sur-Lot est vulnérable à différents aléas naturels : météorologiques (tempête, orage, neige, grand froid, canicule ou sécheresse), inondations, mouvements de terrains et séisme (sismicité très faible). Il est également exposé à deux risques technologiques,  le transport de matières dangereuses et la rupture d'un barrage. Un site publié par le BRGM permet d'évaluer simplement et rapidement les risques d'un bien localisé soit par son adresse soit par le numéro de sa parcelle.

#### Risques naturels
Certaines parties du territoire communal sont susceptibles d’être affectées par le risque d’inondation par débordement de cours d'eau, notamment le Lot et le Salabert. La commune a été reconnue en état de catastrophe naturelle au titre des dommages causés par les inondations et coulées de boue survenues en 1982, 1983, 1993, 1999, 2009 et 2021,.
Les mouvements de terrains susceptibles de se produire sur la commune sont des glissements de terrain et des tassements différentiels.

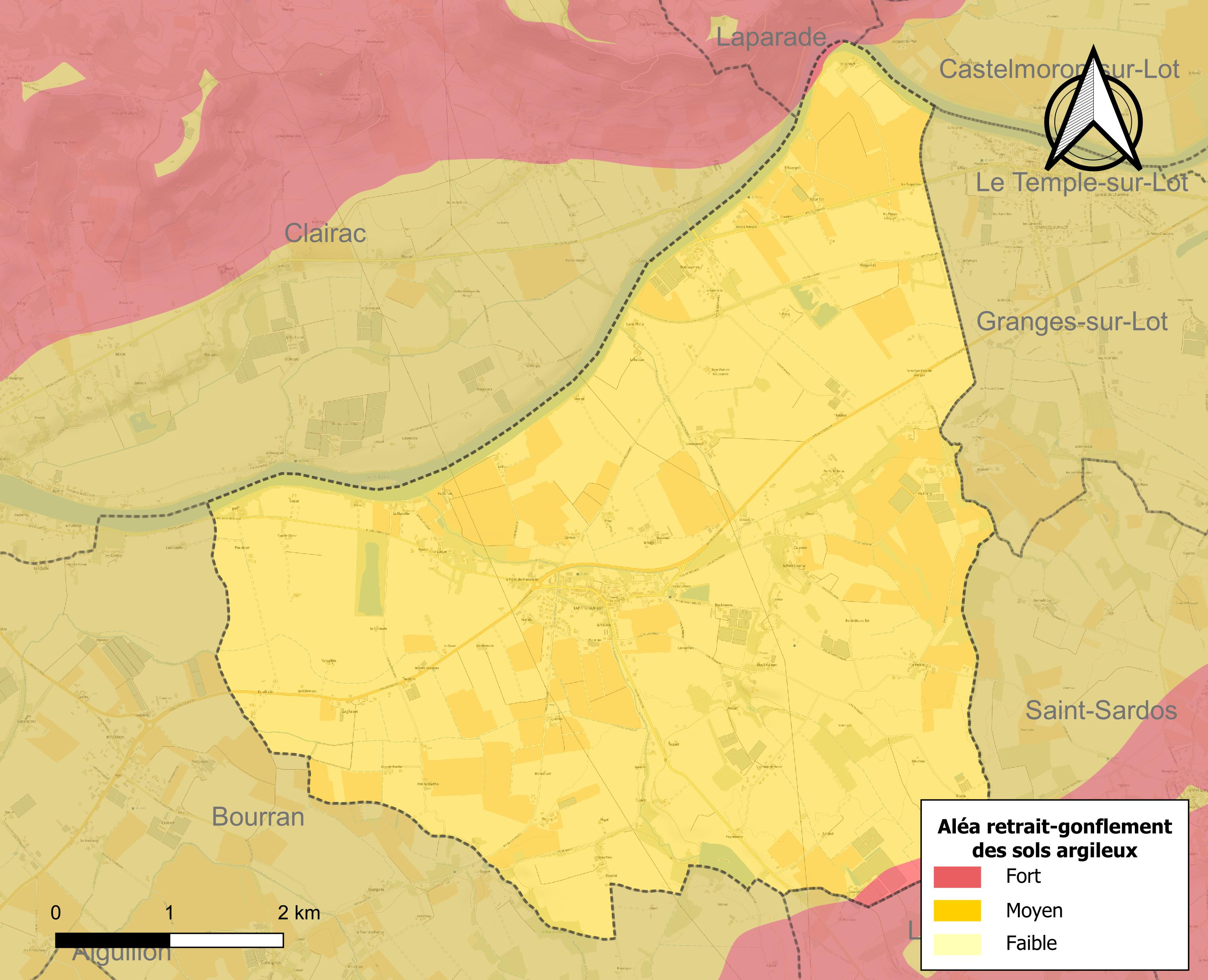
Carte des zones d'aléa retrait-gonflement des sols argileux de Lafitte-sur-Lot.

Le retrait-gonflement des sols argileux est susceptible d'engendrer des dommages importants aux bâtiments en cas d’alternance de périodes de sécheresse et de pluie. La totalité de la commune est en aléa moyen ou fort (91,8 % au niveau départemental et 48,5 % au niveau national). Depuis le 1er octobre 2020, en application de la loi ELAN, différentes contraintes s'imposent aux vendeurs, maîtres d'ouvrages ou constructeurs de biens situés dans une zone classée en aléa moyen ou fort,.
Concernant les mouvements de terrains, la commune a été reconnue en état de catastrophe naturelle au titre des dommages causés par la sécheresse en 2002 et 2003 et par des mouvements de terrain en 1999.

#### Risque technologique
La commune est en outre située en aval des barrages de Grandval dans le Cantal et de Sarrans en Aveyron, des ouvrages de classe A. À ce titre elle est susceptible d’être touchée par l’onde de submersion consécutive à la rupture de cet ouvrage.

## Toponymie
Ce toponyme peut être l'évocation d'une borne milliaire (oc fita ou hita).
Lafitte-sur-Lot étant à la limite des domaines linguistiques d'oc gascon et guyennais, les lieux-dits anciens y sont issus de l'un ou de l'autre, par exemple Gagnabet, Ribère, pour le gascon, la Fabal, Bordo naouto, pour le guyennais, ou en tout cas d'oc, comme Fougarède...

## Politique et administration
| Période                                  | Période   | Identité        | Étiquette | Qualité |
| ---------------------------------------- | --------- | --------------- | --------- | ------- |
| Les données manquantes sont à compléter. |           |                 |           |         |
|                                          |           |                 |           |         |
| mars 1989                                | mars 2001 | Roger Delluc    |           |         |
| mars 2001                                | juin 2019 | Maryse Vulliamy |           |         |
| juillet 2019 (réélu en mai 2020)         |           | Benjamin Fagès  |           |         |

## Démographie
L'évolution du nombre d'habitants est connue à travers les recensements de la population effectués dans la commune depuis 1793. Pour les communes de moins de 10 000 habitants, une enquête de recensement portant sur toute la population est réalisée tous les cinq ans, les populations de référence des années intermédiaires étant quant à elles estimées par interpolation ou extrapolation. Pour la commune, le premier recensement exhaustif entrant dans le cadre du nouveau dispositif a été réalisé en 2008.

En 2022, la commune comptait 814 habitants, en évolution de −2,05 % par rapport à 2016 (Lot-et-Garonne : −0,18 %, France hors Mayotte : +2,11 %).
| 1793 | 1800 | 1806 | 1821  | 1831  | 1836  | 1841  | 1846  | 1851  |
| ---- | ---- | ---- | ----- | ----- | ----- | ----- | ----- | ----- |
| 962  | 966  | 951  | 1 045 | 1 119 | 1 124 | 1 060 | 1 095 | 1 059 |

| 1856  | 1861  | 1866  | 1872  | 1876  | 1881  | 1886 | 1891 | 1896 |
| ----- | ----- | ----- | ----- | ----- | ----- | ---- | ---- | ---- |
| 1 119 | 1 110 | 1 124 | 1 028 | 1 019 | 1 040 | 995  | 968  | 970  |

| 1901 | 1906 | 1911 | 1921 | 1926 | 1931 | 1936 | 1946 | 1954 |
| ---- | ---- | ---- | ---- | ---- | ---- | ---- | ---- | ---- |
| 892  | 944  | 847  | 779  | 806  | 777  | 809  | 803  | 751  |

| 1962 | 1968 | 1975 | 1982 | 1990 | 1999 | 2006 | 2008 | 2013 |
| ---- | ---- | ---- | ---- | ---- | ---- | ---- | ---- | ---- |
| 749  | 774  | 754  | 746  | 731  | 696  | 753  | 766  | 816  |

| 2018 | 2022 | - | - | - | - | - | - | - |
| ---- | ---- | - | - | - | - | - | - | - |
| 823  | 814  | - | - | - | - | - | - | - |

## Économie
Lafitte-sur-Lot est une commune agricole marquée par la polyculture.
Les monocultures de pruniers pour la transformation du pruneau d'Agen (spécialité lot-et-garonnaise) y sont également importantes.
La commune a vu sa physionomie évoluer lors de la construction de la D 666, qui la relie jusqu'à Aiguillon.
Cet axe a affaibli son centre-bourg et les commerces s'y trouvant, mais, a permis, comme dans la majorité des communes françaises, de développer ses activités en périphérie.
Ainsi, au croisement entre la D 666 et la D 146, la société ERDI, dirigée par Christian Vermeire, constitue la principale entreprise de la commune. Son activité consiste à recycler les chutes et copeaux de bois des scieries avoisinantes, dans la confection de sciures, généralement utilisée dans les litières pour animaux de compagnie.
Depuis 1992, date de sa création l'entreprise, s'est développée et emploie aujourd'hui une vingtaine de salariés à plein temps. Ses produits diversifiés, sont vendus au sein des marchés régional, national et international, vers des pays comme le Qatar. L'entreprise est toutefois soumise à une rude concurrence d'entreprises nord-européennes.

## Lieux et monuments
- Château Saint-Sauveur.
- Église Saint-Sauveur de Lafitte-sur-Lot. Elle est inscrite à l'Inventaire général du patrimoine culturel[30].

## Cultes
Le culte protestant se célèbre a l'Église protestante réformée évangélique.